# Elezioni regionali in Italia del 1993
Le elezioni regionali italiane del 1993 coinvolsero le tre regioni autonome del Nord. Queste elezioni seguirono dunque quelle del 1988.
Riguardando solo regioni speciali, con forti minoranze etniche, queste elezioni ebbero valenza strettamente locale.

## Elenco
- Elezioni regionali in Valle d'Aosta del 1993, 30 maggio
- Elezioni regionali in Trentino-Alto Adige del 1993, 21 novembre
- Elezioni regionali in Friuli-Venezia Giulia del 1993, 6 giugno

## Risultati
| Regioni                         | Partiti | Partiti | Partiti | Partiti | Partiti | Partiti | Partiti | Partiti | Partiti | Partiti | Partiti | Partiti | Partiti | Partiti | Partiti | Partiti | Partiti | Partiti | Partiti | Partiti | Partiti | Partiti | Partiti | Partiti | Partiti | Partiti | Partiti | Partiti | Partiti   | Partiti   | Partiti | Partiti |
| Regioni                         | %       | s.      | %       | s.      | %       | s.      | %       | s.      | %       | s.      | %       | s.      | %       | s.      | %       | s.      | %       | s.      | %       | s.      | %       | s.      | %       | s.      | %       | s.      | %       | s.      | %         | s.        | %       | s.      |
| ------------------------------- | ------- | ------- | ------- | ------- | ------- | ------- | ------- | ------- | ------- | ------- | ------- | ------- | ------- | ------- | ------- | ------- | ------- | ------- | ------- | ------- | ------- | ------- | ------- | ------- | ------- | ------- | ------- | ------- | --------- | --------- | ------- | ------- |
| Regioni                         |         |         |         |         |         |         |         |         |         |         |         |         |         |         |         |         |         |         |         |         |         |         |         |         |         |         |         |         |           |           |         |         |
| Regioni                         | DC      | DC      | LN      | LN      | SVP     | SVP     | PDS     | PDS     | UV      | UV      | MSI-DN  | MSI-DN  | FdV     | FdV     | PRC     | PRC     | Rete    | Rete    | PSI     | PSI     | PLI     | PLI     | PSDI    | PSDI    | PRI     | PRI     | AD      | AD      | Regionali | Regionali | Altri   | Altri   |
| Valle d'Aosta 30 maggio         | 14,9    | 5       | 7,6     | 3       |         |         | 8,6     | 3       | 37,3    | 13      | 1,7     | -       | 7,2     | 3       | 3,5     | 1       |         |         | 3,9     | 1       |         |         |         |         | con ADP | con ADP |         |         | 14,8      | 6         | 0,7     | -       |
| Friuli-Venezia Giulia 6 giugno  | 22,3    | 15      | 26,7    | 17      | 9,9     | 7       |         |         | 8,3     | 5       | 5,4     | 3       | 5,5     | 4       | 1,8     | -       | 4,7     | 3       | 1,2     | 1       | 1,6     | -       | 1,7     | 1       | 10,8    | 4       |         |         |           |           |         |         |
| Trentino-Alto Adige 21 novembre | 14,3    | 11      | 9,6     | 7       | 26,0    | 19      | 4,6     | 3       | 7,3     | 5       | 3,5     | 2       | 1,3     | 1       | 5,2     | 4       | 0,6     | -       | 1,4     | 1       | 0,9     | 1       | 0,5     | -       | 1,1     | 1       | 21,9    | 14      | 2,8       | 1         |         |         |

Fonte:  Aldo Di Virgilio, Elezioni in Italia, in Quaderni dell'osservatorio elettorale toscano, n. 30, luglio 1993,  p. 190.;  Regioni a Statuto speciale (XLS), su cattaneo.org, Istituto Cattaneo. URL consultato l'8 maggio 2023 (archiviato dall'url originale il 22 luglio 2011).;  Il test non scoraggia DC e PDS, in La Stampa, 1º giugno 1993,  p. 7.;  X Legislatura, su consiglio.vda.it, Consiglio regionale della Valle d'Aosta. e  Elezioni del Consiglio regionale (PDF), su region.trentino-s-tirol.it,  p. 56.